# Uenoa janetscheki
Uenoa janetscheki är en nattsländeart som beskrevs av Lazar Botosaneanu 1976. Uenoa janetscheki ingår i släktet Uenoa och familjen Uenoidae. Inga underarter finns listade i Catalogue of Life.